# Naïve (álbum)
Naïve  es el quinto álbum de estudio del grupo alemán de metal industrial KMFDM, lanzado en 15 de noviembre de 1990. También fue el primer disco que lanzaron después de firmar directamente a la Trax! Records.

## Lista de canciones
| N.º | Título                                   | Música                                               | Duración |  |
| 1.  | «Welcome»                                | Sascha Konietzko                                     | 0:18     |  |
| 2.  | «Naïve»                                  | Konietzko, En Esch, Günter Schulz, Rudolph Naomi     | 5:26     |  |
| 3.  | «Die Now-Live Later»                     | Konietzko, Esch, Schulz                              | 5:01     |  |
| 4.  | «Piggybank»                              | Konietzko, Esch, Schulz, Naomi                       | 6:37     |  |
| 5.  | «Achtung!»                               | Konietzko, Esch, Schulz, Naomi                       | 4:24     |  |
| 6.  | «Friede (Remix)»                         | Konietzko, Esch, Schulz, Naomi                       | 4:38     |  |
| 7.  | «Liebeslied» (edited on 2006 re-release) | Konietzko, Esch, Schulz, Naomi                       | 5:34     |  |
| 8.  | «Go to Hell»                             | Konietzko, Esch, Schulz, Naomi                       | 4:59     |  |
| 9.  | «Virus (Dub)»                            | Konietzko, Esch, Schulz, Naomi                       | 6:28     |  |
| 10. | «Disgust (en vivo)» (CD only)            | Konietzko, Paul Barker, Bill Rieflin, William Tucker | 2:58     |  |

## Personal
- Sascha Konietzko - voces, bajos, sintetizadores, programación, guitarras
- En Esch - voces, tambores, guitarras
- Günter Schulz - guitarras
- Rudolph Naomi - batería (1-10)